# Посольство Франции в Словакии
Посольство Французской Республики в Словакии (фр. Ambassade de France en Slovaquie) — представительство Французской Республики в Словакии со штаб-квартирой на Главной площади в Братиславе.
В настоящее время пост посла Франции занимает Паскаль Ле Дёнфф, 19 октября 2021 года вручивший верительные грамоты президенту Зузане Чапутовой.

## История
История дипломатических отношений Словакии и Франции отсчитывает срок с 26 ноября 1992 года, когда Франция открыла Генеральное консульство в Братиславе, в то время части Чешской и Словацкой Республики, страну представлял дипломат в звании временного поверенного в делах. После разделения Чехословакии на два независимых государства, статус представительства Франции был поднят до полноправного Посольства. Уже 12 января 1993 года в страну с визитом прибыл министр иностранных дел Франции, а 19 марта свои верительные грамоты представил первый посол Франции в Республике Словакия Мишель Перрен.
Посольство Франции в Братиславе располагается в историческом здании дворца Кучерфельда на Главной площади Братиславы.
За время с начала дипломатических отношений Франции и Словакии в посольстве работали следующие послы:
| #  | Имя             | Назначен           |
| -- | --------------- | ------------------ |
| 1. | Мишель Перрен   | 19 марта 1993 г.   |
| 2. | Альберт Туро    | 16 октября 1996 г. |
| 3. | Жорж Вожье      | 14 октября 1999 г. |
| 4. | Жак Фор         | 23 октября 2003 г. |
| 5. | Генри Куни      | 16 января 2007 г.  |
| 6. | Жан-Мари Брюно  | 13 октября 2010 г. |
| 7. | Дидье Лопино    | 2 октября 2013 г.  |
| 8. | Кристоф Леонзи  | 25 октября 2016 г. |
| 9. | Паскаль Ле Дёнф | 19 октября 2021 г. |